# ウッドバイン競馬場
ウッドバイン競馬場（ウッドバインけいばじょう、Woodbine Racetrack）は、カナダオンタリオ州トロント郊外レックスデールに位置する競馬場。運営はウッドバインエンターテインメントグループ。カナディアンインターナショナルをはじめ、多数の大競走を開催している。またカジノホテルも併設されている。

## 概要
1874年の開設時はトロントの東側に存在しており、1956年6月12日に現在のレックスデールに移設されている。以前に使用されていた競馬場跡は後にグリーンウッド競馬場と名を変えて運営し、1994年に新ウッドバイン競馬場に再統合されている。新ウッドバイン競馬場はスロットマシンが併設されており、それによって賞金の向上が行われている。
サラブレッドによる平地競走と、スタンダードブレッドによる繋駕速歩競走を開催している競馬場で、同日に両者の競走を行う競馬場は北アメリカ大陸ではここだけである。
カナダ三冠のキングズプレート・ブリーダーズステークスや、カナディアンインターナショナルステークスなどの国際競走を行っている。また、カナダのカナダ競馬名誉の殿堂博物館もこの競馬場に収容されており、カナダの競馬場の中でも特に重要な位置付けをなされている。
1976年に開催されたトロントパラリンピックの開会式会場となった。

## コース
- 外周コース - 芝1周1 1/2マイル（約2,414メートル）。「E.P.テイラーターフ」という別名がある。
- 内周コース - オールウェザー1周1マイル（約1,609メートル）。2006年8月30日に従来のダートから人工馬場に代わり、現在はエコトラックが導入されている。
- 繋駕速歩競走コース - 1周7/8マイル（約1,408メートル）。馬場は破砕した石灰岩によって構成されている。

2015年までは全てのレースが左回りで行われていたが、2016年より「ユーロターフ・シリーズ」と銘打った芝の右回り戦を外周コースにて、12月のシーズン閉幕まで40レースほど施行する。
2017年6月28日、ウッドバインエンターテインメントグループは2019年にオールウェザーコースの内側にある1周7/8マイルの繋駕速歩競走用のコースを2つ目の芝コースに改造することを発表した。

## 主な競走
カナダ産馬限定競走
- キングズプレート
- ブリーダーズステークス
- ウッドバインオークス
- カップアンドソーサーステークス

国際競走
- ウッドバインマイル（G1）
- カナディアンインターナショナルステークス（G1）
- E.P.テイラーステークス（G1）
- ナタルマステークス（G1）[2]
- サマーステークス（G1）
- ハイランダーステークス（G2）
- ニアークティックステークス（G2）

ほか、持ち回り制競走の開催地も務めている。繋駕速歩競走の祭典であるブリーダーズクラウンや、1996年にはブリーダーズカップの開催を行っている。